# Franjo Suarez
Franjo ili Francisco Suárez S.J. (Granada, 5. siječnja 1548. – Lisabon, 25. rujna 1617.), bio je španjolski isusovački teolog i filozof.

## Životopis
Godine 1564. pristupio je isusovačkomu redu. Od 1565. do 1570. studirao je kanonsko pravo i teologiju u Salamanci. Predavao je na raznim španjolskim i portugalskim učilištima. U Rimu je od 1570. do 1585. predavao filozofiju i teologiju.
Bio je najznačajniji predstavnik španjolske kasne ili druge skolastike. Promicao je kongruizma, po kojem je naučavano usklađivanje ljudske slobode i božanske milosti.

## Poznatija djela
- „Metafizičke rasprave” (Disputationes metaphysicae, 1597.)
- „O zakonima” (De legibus, 1612.)
- „Obrana vjere” (Defensio fidei, 1613.)
- „O božanskoj milosti” (De divina gratia, 1613.)
- „O duši” (De anima, 1621.)

### Mrežna sjedišta
- Suárez, Francisco. www.enciklopedija.hr. Pristupljeno 9. lipnja 2023.